# DarwiinRemote
DawiinRemote är en mjukvara som gör det möjligt att kommunicera mellan en dator och Wii Remote, en trådlös handkontroll tillverkad av det japanska företaget Nintendo.